# Scutellaria kikai-insularis
Scutellaria kikai-insularis là một loài thực vật có hoa trong họ Hoa môi. Loài này được Hatus. ex T.Yamaz. miêu tả khoa học đầu tiên năm 1993.